# 毓秀书院、灵水烈士纪念碑
毓秀书院、灵水烈士纪念碑，位于中国广东省梅州市平远县东石镇灵水村，为梅州市平远县的一个市、县级文物保护单位，类型为近现代重要史迹及代表性建筑，公布时间为1985年12月。
毓秀书院、灵水烈士纪念碑的历史年代为清、现代。